# Osmunda ruggii
Osmunda ruggii är en safsaväxtart som beskrevs av R. M. Tryon. Osmunda ruggii ingår i släktet Osmunda och familjen Osmundaceae. Inga underarter finns listade.